# Taenaris ladas
Taenaris ladas är en fjärilsart som beskrevs av Brooks 1950. Taenaris ladas ingår i släktet Taenaris och familjen praktfjärilar. Inga underarter finns listade i Catalogue of Life.